# スバル・レヴォーグ
レヴォーグ（LEVORG）は、SUBARU（旧・富士重工業）が生産・販売しているステーションワゴン型、およびクロスオーバーSUV型の乗用車である。

## 初代（VM型、2014年 - 2020年）
2013年11月20日、第43回東京モーターショーにてワールドプレミア。富士重工業（当時）社長の吉永泰之自らがプレゼンテーションを行い、その中で日本市場向け車種として販売することを明かした。
ボディサイズは5代目レガシィツーリングワゴンより全長およびホイールベースともに100 mm短縮し、全高を50 mm低く設定することで、日本の交通環境で取り回しのしやすいボディサイズとした。
エクステリアはルーフ後端を低く抑えた輪郭と、スバルのモチーフである「ヘキサゴングリル」や「ホークアイヘッドランプ」を採用。インテリアはピアノブラック調パネルを中心に、金属調アクセントやメッキ部品を要所に採用。また、ステアリングには、D形ステアリングを採用した。
エンジンは直噴ターボを搭載。新開発の1.6 Lエンジン「FB16」型の最高出力/最大トルクはそれぞれ、125 kW (170 PS) と250 N・m (25.5 kgf・m)。レギュラーガソリン仕様とした。またレガシィツーリングワゴン「GT・DIT」にも搭載されていた2.0 Lエンジンの「FA20」型は221 kW (300 PS) の最高出力と、400 N・m (40.8 kgf・m) の最大トルクをもつ。
トランスミッションは無段変速機「リニアトロニック（マニュアルモード付）」を採用。特に2.0L車用は高出力に対応した「スポーツリニアトロニック（マニュアルモード付）」を搭載。「SI-DRIVE」の「S#」モードを選択時は、通常時の6段変速から8段クロスレシオ変速に切り替わる制御を採用した。
駆動方式はAWDのみだが、グレードによって制御が異なる。1.6 L車には、前60:後40のトルク配分を基本に、路面や走行状況に応じて前後輪のトルク配分をコントロールする「アクティブトルクスプリットAWD」（電子制御AWD)を、また2.0 L車には前45:後55と後輪へのトルク配分を増やした「VTD-AWD」（不等＆可変トルク配分電子制御AWD）をそれぞれ採用する。
運転支援システムEyeSightは改良型の「Ver.3」を搭載。ステレオカメラの視野角・視野距離を約40%拡大するとともにカラー化によって、ブレーキランプの認識も実現した。加えて、操舵支援機能である「アクティブレーンキープ」、「AT誤後進抑制制御」などの新機能、プリクラッシュブレーキや全車速追従機能付クルーズコントロールの性能向上を果たしている。また、2015年には「アドバンスドセイフティパッケージ」、2017年には「アイサイト・ツーリングアシスト」といった機能を追加している。

### 日本仕様
2013年11月20日、第43回東京モーターショー2013に「LEVORG（レヴォーグ）」（参考出品）を世界で初めて公開する、と発表された。プロトタイプの車両画像と主な仕様・諸元・グレード構成も公開された。2013年12月27日、先行予約の開始を発表。2014年1月4日より先行予約を開始し、同年5月より順次発売を開始すると発表。具体的な発売予定時期は「1.6GT」と2.0L車は2014年5月、「1.6GT EyeSight」と「1.6GT-S EyeSight」は同年6月から、とアナウンスされた。
2014年4月、「レヴォーグ」が発表された（6月20日発売）。グレード構成は、1.6Lターボエンジンを搭載する「1.6GT」、「1.6GT EyeSight」、「1.6GT-S EyeSight」、2.0ターボエンジンを搭載する「2.0GT EyeSight」、「2.0GT-S EyeSight」の5グレード。ボディ色は、新色「スティールブルーグレー・メタリック」に加え、「クリスタルホワイト・パール（有料色）」、「アイスシルバー・メタリック」、「ダークグレー・メタリック」、「クリスタルブラック・シリカ」、「ライトニングレッド」、「ギャラクシィブルー・シリカ」の全7色を設定。なお、EyeSight（ver.3）ユニットの量産体制を万全に期するため、2013年12月27日の先行予約開始時に発表した発売日を全グレードとも延期し、「6月20日一斉発売」に変更したことが同時に発表された。同年10月1日、2014年度グッドデザイン賞を受賞した。スバル車での受賞は、2012年のインプレッサスポーツ/G4およびSUBARU XV、2013年のフォレスターに続いて3年連続となった。同年12月、特別仕様車「1.6GT EyeSight S-style」が設定された（2015年1月13日発売）。
2015年4月、一部改良が行われた（4月21日発売）。「アドバンスドセイフティパッケージ」を新設定（全車にメーカーオプション）。走行時の後側方検知や後退時の左右後方検知を行う「スバルリヤビークルディテクション」（後側方警戒支援機能）、左側ドアミラーにカメラを搭載し、ドライバーからの死角となる左前方の映像をガイド付でマルチファンクションディスプレイに表示する「サイドビューモニター（自動防眩ルームミラー付）」、ルームミラー一体型の単眼カメラを新採用することで、先行車や対向車を検知して、ヘッドランプのハイビームとロービームを自動で切り替える「ハイビームアシスト」、アイサイトの作動状況や警報に応じて点灯するランプをフロントウィンドウの運転席前に表示する「アイサイトアシストモニター」で構成される。「1.6GT EyeSight」、「2.0GT EyeSight」のサスペンションに、乗り心地向上を目的とした新ダンパーを採用。また、後席まわりに制振材や吸音材を追加し、高速走行時の風切り音やロードノイズを低減した。「1.6GT EyeSight」の燃費性能が0.2 km/L向上し17.6 km/L（JC08モード）となり、「平成32年度燃費基準」を達成した。サンルーフ（電動チルトおよびスライド式）をメーカー装着オプションとして設定。また、ボディカラーは「ライトニングレッド」に替わり「ピュアレッド」、「ギャラクシィブルー・シリカ」に替わり「ラピスブルー・パール」を新設定し、従来通り全7色とした。最廉価グレードの「1.6GT」を廃止。これにより、レヴォーグは全グレードが「EyeSight（アイサイト）」を装備する車種となった。同年6月、特別仕様車「1.6GT EyeSight Proud Edition」・「1.6GT-S EyeSight Proud Edition」が設定された（6月8日発売）。同年12月、特別仕様車「1.6GT EyeSight S-style」が発売された。
2016年4月、一部改良が行われた（6月10日発売）。安全性能を強化し、前面衝突時に瞬時にシートベルトを巻き取るプリテンショナーを左右リヤにも採用。また、リアシートのクッションを安全性の高い構造に改良するなど後席の乗員保護性能を向上させたほか、フロントドアにアッパービームを追加し側面衝突への対応も強化した。エクステリアでは、「1.6GT EyeSight」に切削光輝とガンメタリック塗装を組み合わせた新デザインの17インチアルミホイールを採用。インテリアでは、「1.6/2.0GT-S EyeSight」に「ブライトパール内装」を設定（メーカーオプション）。また、フロントドアガラスの室内側ショルダー部ウェザーストリップを2枚化するとともに、リアクォーターガラスの板厚アップとカーゴルームの吸音材追加などにより、透過音の低減と静粛性を向上を図った。グレード構成を変更。｢2.0GT EyeSight｣が廃止され「2.0GT-S EyeSight」のみとなった。また、特別仕様車「1.6GT EyeSight S-style」はカタログモデル化。また、特別仕様車「Proud Edition」は廃止された。併せて、STIブランドの最上級グレードを同年夏に発売予定であることも発表した。同年5月27日、「STI Sport」グレードの先行予約を開始。同年夏に発売することを発表したほか、内外装の画像、主要装備やグレード構成を公表した。同年6月、「STI Sport」グレードが追加された（7月21日発売）。「STI Sport」 は、スバルテクニカインターナショナル（STI）とのコラボレーションによるレヴォーグの最上級グレードとして設定。ラインアップは、「1.6STI Sport EyeSight」、「2.0STI Sport EyeSight」の2グレード構成。足回りは、操縦安定性の向上・乗り心地の両立を図るため専用チューニングを施したサスペンションを採用。フロントには、ビルシュタイン製ストラット（「DampMaticII」、倒立式）、リヤにもビルシュタインダンパーを採用。エクステリアでは、専用デザインのフロントバンパー・フロントグリル、LEDフロントフォグランプ&フロントフォグランプカバー、18インチアルミホイール（ダークグレー+切削光輝）、大型マフラーカッター（デュアル）を採用。車体前後にはSTIオーナメントを装着。ボディカラーはベース車と共通の7色に加え、専用色となる「WRブルー・パール」を追加し全8色。インテリアは、「STI Sport」専用のテーマカラー「ボルドー」でコーディネート。本革シート（ボルドー/ブラック)、ステアリングホイール（高触感革）、シフトレバー（レッドステッチ＋高触感革）インパネセンターバイザー（レザー調素材巻）、フロントコンソール（ボルドー/ブラック、レザー調素材巻）、専用スライド機構付コンソールリッド（ボルドー/ブラック）、専用ドアトリム／ドアアームレスト（ボルドー/ブラック）、素材巻フロント＆リヤ大型ドアポケット（ボトルホルダー付）にレッドステッチの専用品を採用。STIロゴ付きのマルチインフォメーションディスプレイ付レッドルミネセントメーター、STIロゴ入りステンレス製サイドシルプレート（フロント）を装備。その他の機能/安全装備として、専用クランプスティフナー付電動パワーステアリングや、「アドバンスドセイフティパッケージ」を装備した。同年10月、特別仕様車「1.6GT EyeSight Smart Edition」が設定された（12月12日発売）。
2017年6月5日、大幅改良し、同年夏に発表することが告知された。併せて、専用サイトをSUBARUウェブサイト上に開設したことが発表された。同年7月、大幅改良モデルが発表された（8月7日発売）。エクステリアは、「STI Sport EyeSight」を除く全グレードでフロントグリル、フロントバンパー、LEDヘッドランプ、LEDフォグランプカバーのデザインを刷新。また、フロントフォグランプをLED化した。「STI Sport EyeSight」はLEDヘッドランプ、LEDフォグランプカバーのみデザインを変更した。また、「1.6GT EyeSight S-style」、「1.6GT-S EyeSight」、「2.0GT-S EyeSight」は18インチアルミホイールを新デザインに変更。ボディカラーは「スティールブルーグレー・メタリック」に替わり、新色「ストームグレー・メタリック」を設定。インテリアでは、フロントコンソール、ドアスイッチパネル、ドアグリップを新デザインに変更したほか、「1.6GT-S EyeSight」、「2.0GT-S EyeSight」はインパネ加飾パネルのデザインも変更。センターパネルは新たに8インチのナビゲーションにも対応したデザインに一新した。また、インパネ中央上部に設置されるマルチファンクションディスプレイは、画面サイズを4.3インチから5.9インチに拡大した。利便性を高めるためリヤシートの分割方式を4:2:4分割に変更したほか、従来は本革シート装着車にのみに設定されていたフロントシートヒーターを「1.6GT EyeSight」を除く全車に標準装備化（「1.6GT EyeSight」は「コールドウェザーパッケージ」としてメーカーオプション）した。運転支援システム「アイサイト」に、全車速域でアクセル・ブレーキ・ステアリングの操作をサポートする新機能「アイサイト・ツーリングアシスト」をSUBARU車として初搭載。また新たに、後退時自動ブレーキシステムと、従来は「アドバンスドセイフティパッケージ」に含まれていた「アイサイトアシストモニター」を追加した。「アドバンスドセイフティパッケージ」は構成する機能を変更し「アイサイトセイフティプラス（運転支援）」および「アイサイトセイフティプラス（視界拡張）」に改称。「運転支援」は従来通り「スバルリヤビークルディテクション」（後側方警戒支援システム）と「ハイビームアシスト（自動防眩ルームミラー付）」で構成。「視界拡張」には、従来までのサイドビューモニターにフロントカメラを追加した「フロント&サイドビューモニター」と、リアゲートガラス内側に装着したカメラの映像をルームミラーに表示する新機能「スマートリアビューミラー」をパッケージ化した（「STI Sport EyeSight」に標準装備、他グレードはメーカー装着オプション）。また、その他の安全装備として、ステアリング連動ヘッドランプ、オートビークルホールドを新採用した。走行性能では、フロントおよびリヤサスペンション（「STI Sport」を除く）と電動パワーステアリングを改良し乗り心地や操縦安定性、操舵フィーリングを高めたほか、ボディの各所に振動騒音対策を施すことで走行時の静粛性を向上。1.6 Lエンジンは制御を最適化し実用燃費を向上させたほか、「1.6GT EyeSight」を除く全グレードで高μブレーキパッドを採用した。
2018年4月、改良モデルが発表された（6月1日発売）。「アイサイト」のプリクラッシュブレーキ制御を改良。認識対象が、車両と同一方向に進行する歩行者や自転車であった場合、減速制御の作動タイミングを早期化することで、衝突回避の可能性を向上させた。また、低速走行中、前方に障害物がある状態で誤ってアクセルを踏み込んだと判断した場合には、プリクラッシュブレーキを作動させることで、衝突回避を支援する。「STI Sport EyeSight」はメッキドアハンドル、ピアノブラック調ステアリングベゼルを新採用。SUBARU 60周年特別記念車として「1.6GT EyeSight Smart Edition」を追加設定。「アイサイトセイフティプラス」を標準装備としたほか、ブラックベゼルを採用したLEDハイおよびロービームランプ、ダークメッキ+ブラック塗装の加飾が施されたフロントグリル、ブラックカラードドアミラー、アルミパッド付スポーツペダルを特別装備としている。同年11月、特別仕様車「1.6GT EyeSight V-SPORT」が設定された（2019年1月15日発売）。
2019年5月、改良モデルならびに特別仕様車「STI Sport Black Selection」、「1.6GT-S EyeSight Advantage Line」が発表された（改良モデルおよび「STI Sport Black Selection」は6月27日、「1.6GT-S EyeSight Advantage Line」は8月29日にそれぞれ発売）。ハイビームアシストが作動する車速を従来の40 km/hから30 km/hに変更。ボディカラーは「ダークグレー・メタリック」、「ストームグレー・メタリック」の2色に替わり「マグネタイトグレー・メタリック」を追加した（後述する「1.6GT EyeSight V-SPORT」は未設定）。また、グレード体系が一部変更され、SUBARU60周年特別記念車として設定されていた「1.6GT EyeSight Smart Edition」および「1.6GT EyeSight V-SPORT」をカタログモデルに昇格した一方、「1.6GT EyeSight S-style」は廃止となった。同年11月、 特別仕様車「2.0GT EyeSight V-SPORT」が発表された（2020年1月23日発売）。

#### 特別仕様車
1.6GT EyeSight S-style
「1.6GT EyeSight」グレードをベースに、18インチアルミホイール（シルバー塗装）、LED4灯ロービーム＋ハロゲンハイビームヘッドランプ（光輝タイプ）、運転席8ウェイパワーシート（前後スライド／前チルト／リフター／リクライニング）、クリアビューパック（フロントワイパーデアイサー、リヤフォグランプ）を特別装備とした。
1.6GT EyeSight Proud Editionおよび1.6GT-S EyeSight Proud Edition
「Proud Edition」シリーズは、「1.6GT EyeSight」グレード、「1.6GT-S EyeSight」グレードをベースに、17インチアルミホイール（ガンメタリック塗装）、クリアビューパック（フロントワイパーデアイサー、リヤフォグランプ）を特別装備。「1.6GT EyeSight Proud Edition」はさらに、LED4灯ロービーム＋ハロゲンハイビームランプ（光輝タイプ、ヘッドランプレベライザー(オート)・ポップアップ式ヘッドランプウォッシャー付）と運転席8ウェイパワーシート（前後スライド/前チルト/リフター/リクライニング）を追加。「1.6GT-S EyeSight Proud Edition」は、ベースとなる「1.6GT-S EyeSight」が標準装備するオールウェザーパックの一部（スーパーUVカットガラス(フロントドア)、撥水加工ガラス(フロントドア)）、アルミパッド付スポーツペダル、助手席パワーシートを装備リストから省くとともに、タイヤサイズを225/45R18から215/50R17に、フロントブレーキは17インチから16インチに変更した。これによりベース車より20 kg軽量化。燃費が1.6 km/L向上し17.6 km/L（JC08モード）となり、平成32年度燃費基準を達成している。
1.6GT EyeSight S-style
2015年1月発売した特別仕様車「S-style」を、新装備を加えて再発売した。新たにパールスエード/本革シート、上級グレードの「1.6GT-S EyeSight」と共通の「メッキ加飾フロントグリル：ダークメッキ＋ブラック塗装」と「LEDロービーム＋ハロゲンハイビームヘッドランプ（ブラックベゼル）を追加。
1.6GT EyeSight Smart Edition
「1.6GT EyeSight Smart Edition」は、スバル初のBOXER（水平対向）エンジン搭載車「スバル・1000」の発売50周年を記念した特別仕様車の第四弾。「1.6GT EyeSight」グレードをベースに、「アドバンスドセイフティパッケージ」とクリアビューパックを標準装備としたほか、エクステリアでは、ブラック塗装＋切削光輝処理を施した専用17インチアルミホイール、ブラックカラードドアミラー、上級グレードの「1.6GT-S EyeSight」と同デザインのLED4灯ロービーム＋ハロゲンハイビームランプ（ブラックベゼル）、ダークメッキ加飾＋ブラック塗装フロントグリルを採用。インテリアでは、運転席8ウェイパワーシートとアルミパッド付スポーツペダルを特別装備。ボディ色は、「クリスタルホワイト・パール（有料色）」、「クリスタルブラック・シリカ」、「ピュアレッド」、「ラピスブルー・パール」の4色を設定。
1.6GT EyeSight V-SPORT
レヴォーグでは前述の「1.6GT EyeSight Smart Edition」に続くSUBARU60周年特別仕様車として設定された。「1.6GT EyeSight」グレードをベースに、「1.6GT EyeSight Smart Edition」同様、ブラックベゼルのLEDハイ&ロービームランプやダークメッキ+ブラック塗装のメッキ加飾付フロントグリル、アルミパッド付スポーツペダル、ブラックカラードドアミラーを装備。さらに、タイヤ・アルミホイールを18インチにサイズアップの上、アルミホイールはブラック塗装+切削光輝仕様に変更。また、ビルシュタイン製ダンパー（フロント倒立式）を特別装備し、フロントブレーキを17インチ2ポットベンチレーテッドディスクに変更した。装備面では、「コールドウェザーパック（フロントワイパーデアイサー、フロントシートヒーター）」と「アイサイトセイフティプラス（スバルリヤビークルディテクション、ハイビームアシスト〔自動防眩ルームミラー付〕、フロント&サイドビューモニター）」が特別装備された（ただし、「アイサイトセイフティプラス（視界拡張）」に含まれているスマートリアビューミラーは非装備となる）。ボディ色は特別設定色「WRブルー・パール」を含む4色を設定。
STI Sport Black Selection
「STI Sport EyeSight（1.6/2.0）」グレードをベースに、エクステリアでは、タイヤとアルミホイールを18インチにサイズアップの上、アルミホイールをブラック塗装+切削光輝仕様に、カラードドアミラー&カラードドアハンドルをブラックにそれぞれ変更。インテリアでは、シート、スライド機構付コンソールリッド、ドアトリム/ドアアームレストの基調色をブラック+レッドステッチに変更。また、フロントコンソールもブラック色に変更し、レザー調素材巻+レッドステッチの加飾を施した。また、シート素材には「ウルトラスエード/本革」を採用するとともに、RECARO製フロントシート+運転席8ウェイパワーシートをメーカーオプションで設定。
1.6GT-S EyeSight Advantage Line
「1.6GT-S EyeSight」グレードをベースに、エクステリアでは「STI Sport Black Selection」同様にタイヤ・アルミホイールを18インチにサイズアップの上、アルミホイールをブラック塗装に、カラードドアミラー（フットランプ付）とカラードドアハンドルをブラックに、リヤオーナメント（「LEVORG」および「シンメトリカルAWD」）は「ラスターブラック」仕上げにそれぞれ変更。 インテリアでは、インパネ加飾パネルにブルードレープ調+クロームメッキを採用したほか、ウルトラスエード/本革シート（ブルーアクセント、ブルーステッチ）を特別装備とした。また、ベース車ではメーカーオプションとなる、アイサイトセイフティプラス（運転支援）および アイサイトセイフティプラス（視界拡張）を標準装備。ボディ色は、特別設定色である「クールグレーカーキ」のほか、「クリスタルホワイト・パール（有料色）」、「クリスタルブラック・シリカ」の3色を設定。
2.0GT EyeSight V-SPORT
「2.0GT-S EyeSight」グレードをベースに、外観はアルミホイールをブラック塗装に、リアオーナメント（LEVORG、シンメトリカルAWD）をラスターブラックに、カラードドアミラーをブラックにと黒でコーディネート。内装は本革巻ステアリングホイールとシフトブーツのステッチをシルバーに、インパネ加飾パネルをピアノブラック調+クロームメッキに変え、シートはフロントスポーツシート（ファブリック/トリコットシート、シルバーステッチ）を採用した。安全面では、ベース車ではメーカーオプション設定となっているハイビームアシスト（自動防眩ルームミラー付）とスバルリアビークルディテクション（後側方警戒支援システム）で構成された「アイサイトセイフティプラス（運転支援）」が標準装備された。ボディ色は全5色が設定される。

#### 年表
- 2014年4月15日 -「レヴォーグ」を発表（6月20日発売）。
- 2014年12月11日 - 特別仕様車「1.6GT EyeSight S-style」を設定（2015年1月13日発売）。
- 2015年4月16日 - 一部改良が行われた。
- 2015年6月1日 - 特別仕様車「1.6GT EyeSight Proud Edition」・「1.6GT-S EyeSight Proud Edition」を設定。
- 2015年12月10日 - 特別仕様車「1.6GT EyeSight S-style」を発売。
- 2016年4月11日 - 一部改良が行われた。。
- 2016年6月27日 -「STI Sport」グレードが追加された。
- 2016年10月3日 - 特別仕様車「1.6GT EyeSight Smart Edition」を設定（12月12日発売）。
- 2017年7月3日 - 大幅改良モデルが発表された。
- 2018年4月27日 - 改良モデルが発表された。
- 2018年11月27日 - 特別仕様車「1.6GT EyeSight V-SPORT」を設定（2019年1月15日発売）。
- 2019年5月7日 - 改良モデルならびに特別仕様車「STI Sport Black Selection」、「1.6GT-S EyeSight Advantage Line」が発表された（改良モデルおよび「STI Sport Black Selection」は6月27日、「1.6GT-S EyeSight Advantage Line」は8月29日にそれぞれ発売）。
- 2019年11月7日 - 特別仕様車「2.0GT EyeSight V-SPORT」が発表された（2020年1月23日発売）。
- 2020年5月25日 - この日をもってオーダーストップ、以後在庫車のみの販売となった。

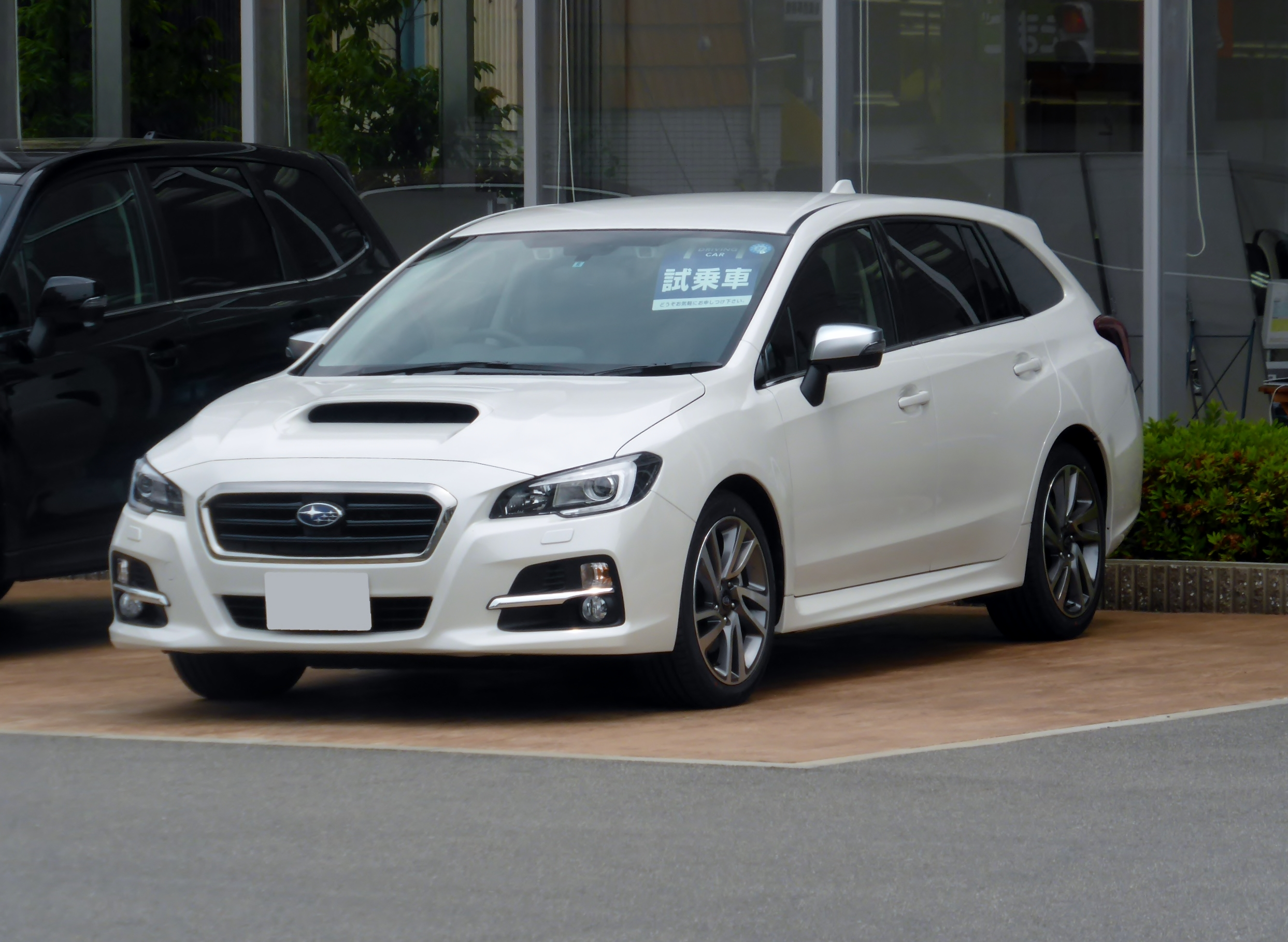
2014年4月販売型 1.6GT-S EyeSight
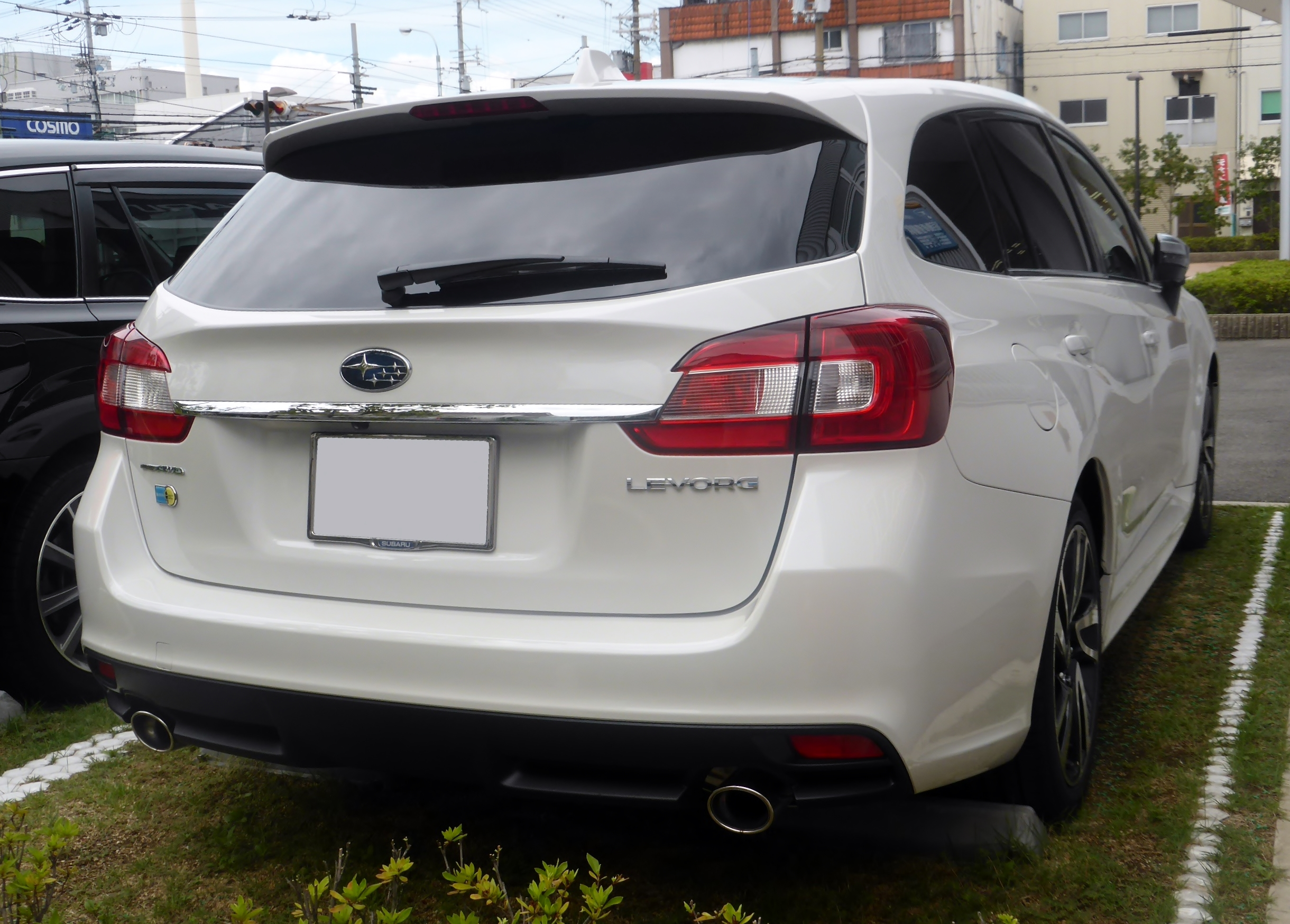
2014年4月販売型 1.6GT-S EyeSight リア
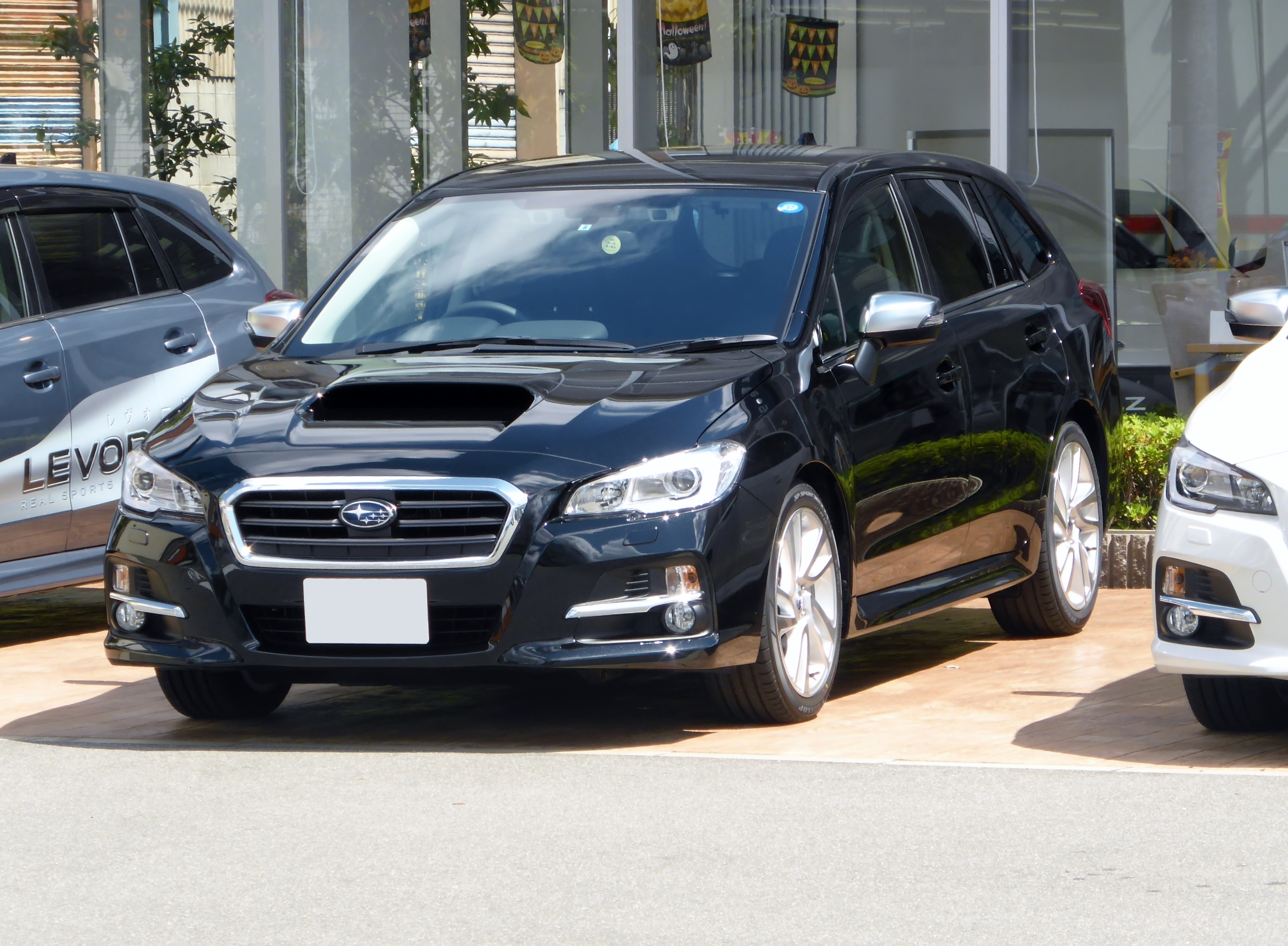
2014年4月販売型 2.0GT EyeSight
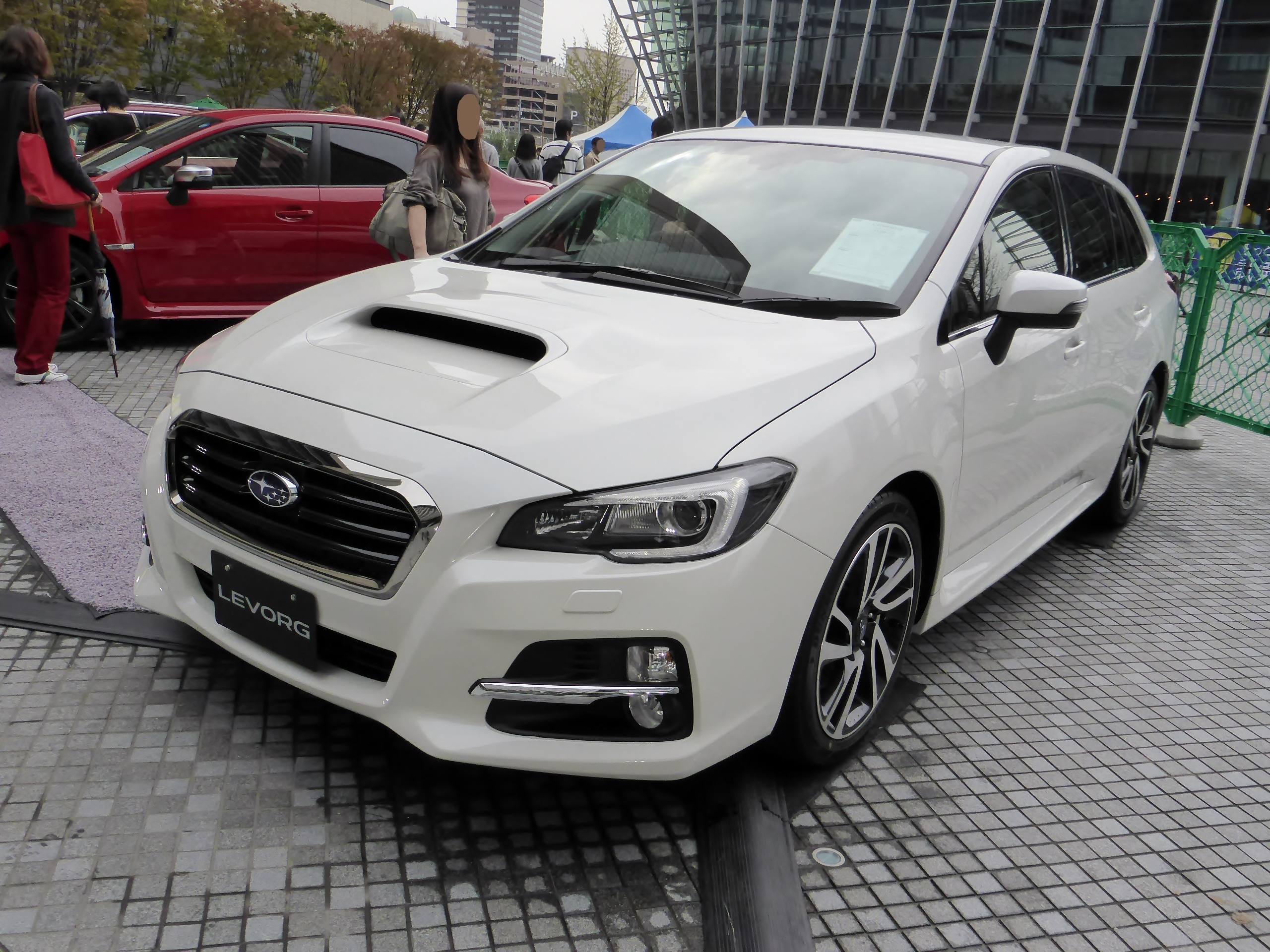
2014年4月販売型 2.0GT-S EyeSight
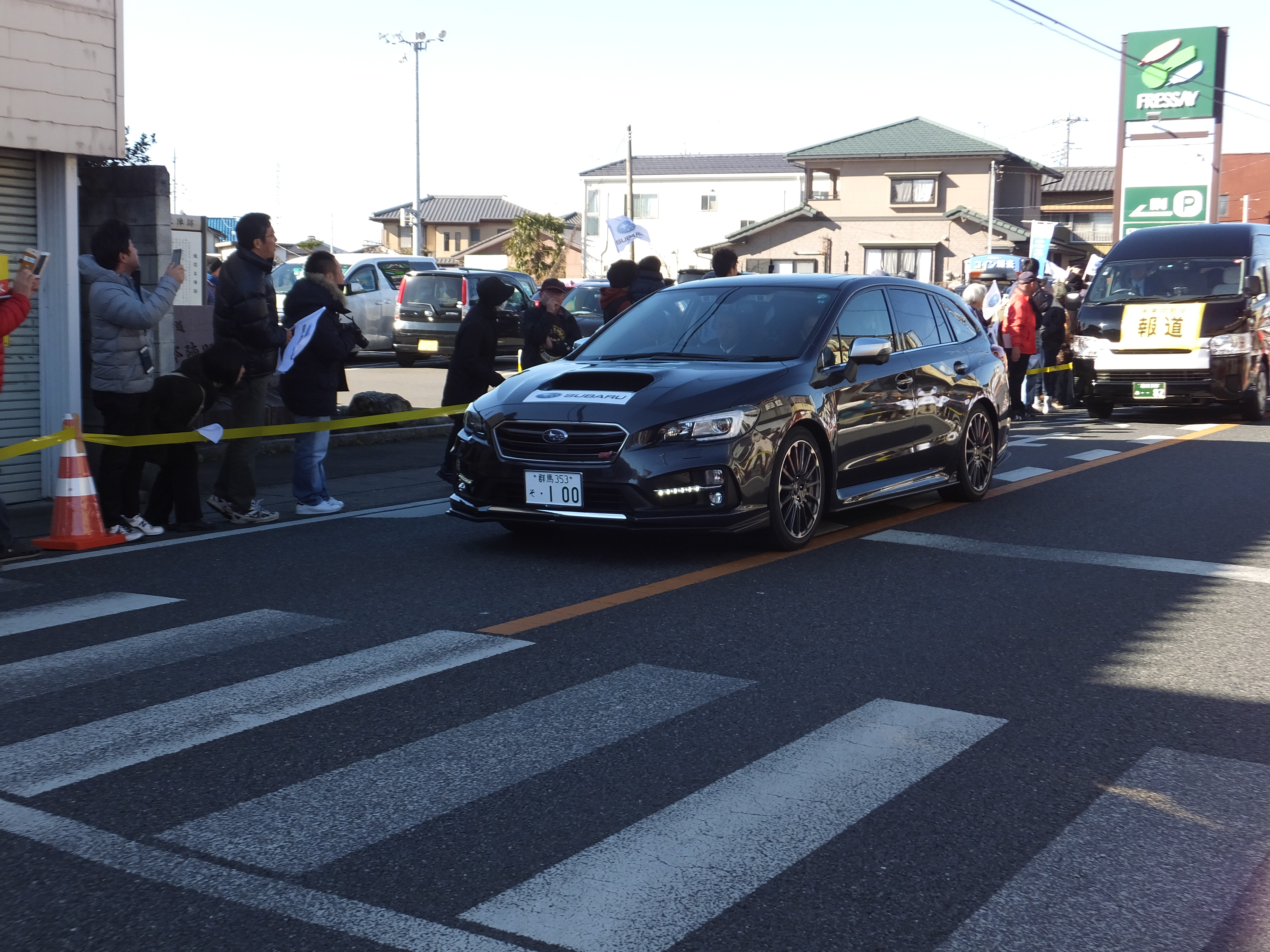
2014年4月販売型 STI Sport ニューイヤー駅伝
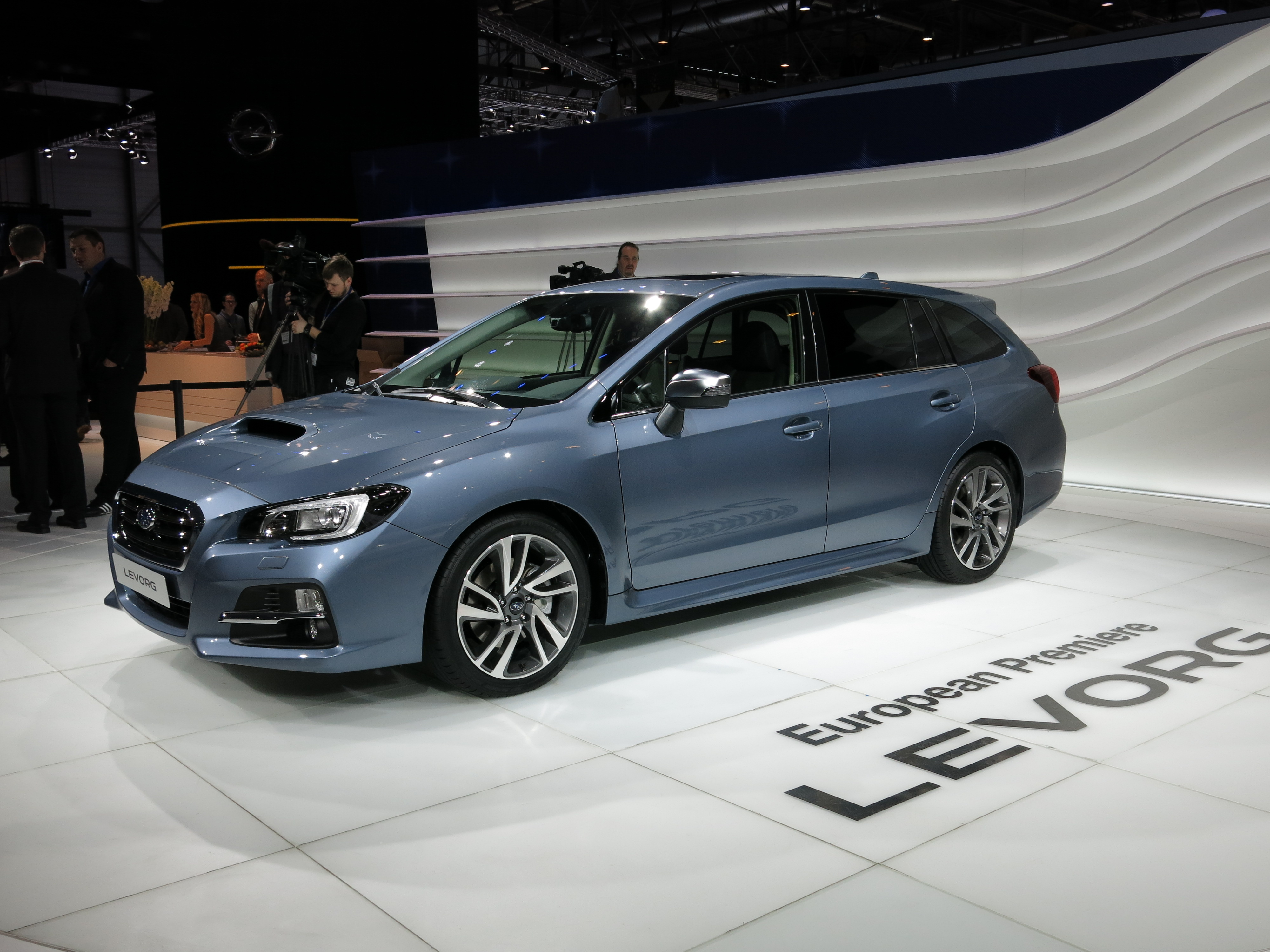
欧州仕様車

### その他の地域

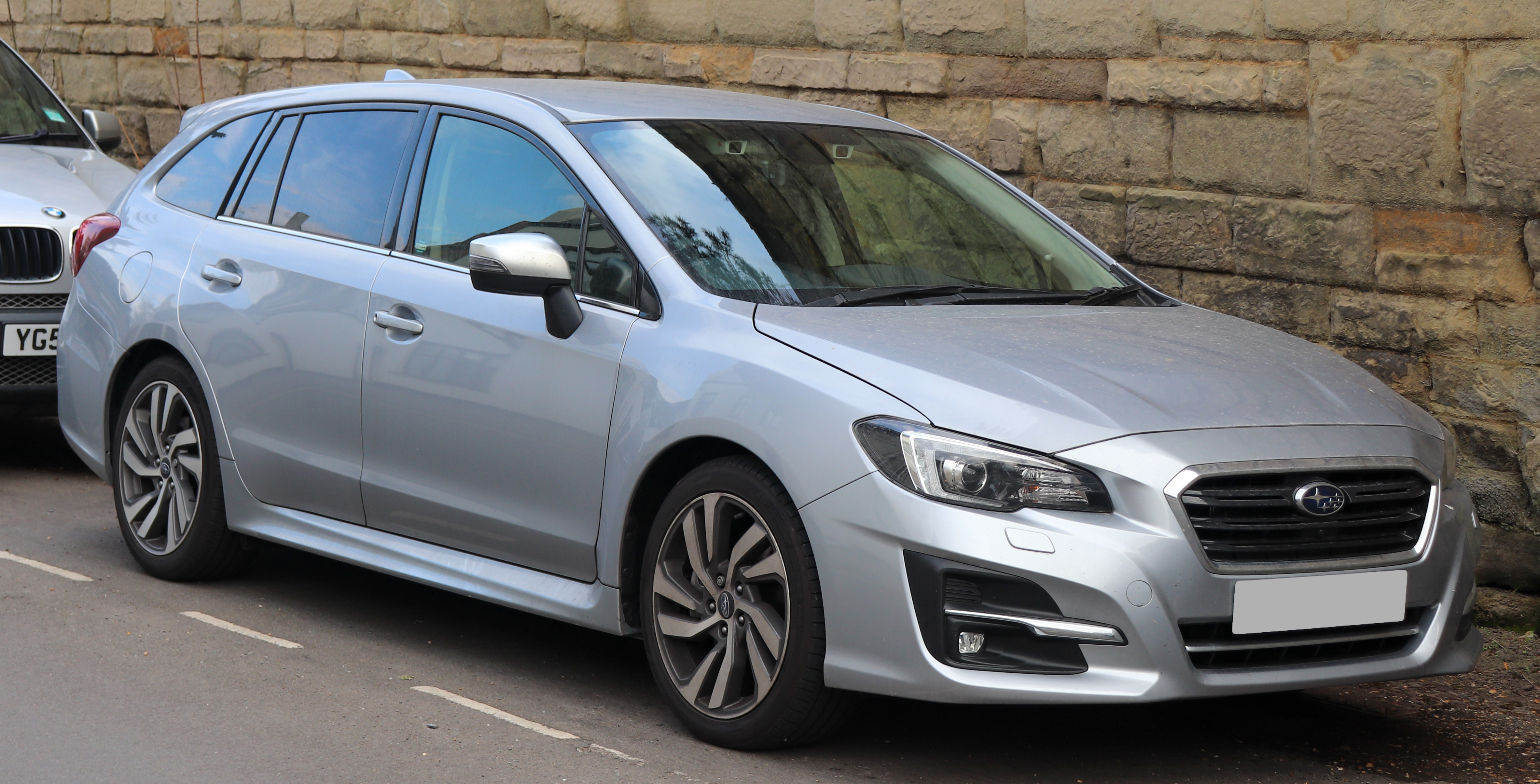
欧州仕様のレヴォーグ自然吸気2.0リットルモデル（フェイスリフト後）。ボンネット上にエアスクープが存在しない。

レヴォーグは発売当初は日本国内専用車であったが、ステーションワゴンの需要が高い欧州市場にも投入することとなり、2015年3月に開催される第85回ジュネーヴモーターショーに欧州仕様車が出展された。これに先立ち、2015年1月にはスバルUKが同年秋から英国市場で発売開始することが発表され、その後販売が開始された。しかし2018年の英国の販売台数は試乗車を含めてわずか18台であり、超高級車や燃料電池車よりも売れていないという有様であった。欧州では1.6リットルターボ仕様のみが販売された。フェイスリフト版は2019年3月に第89回ジュネーブモーターショーで披露された。将来的なEuro 6d-TEMP基準に適合させるため、1.6リットル直噴ターボエンジンはポート噴射自然吸気FB20エンジン（最高出力110 kW）に置き換えられた。インタークーラーがないため、この欧州仕様車にはボンネット上にエアスクープが存在しない。
オーストラリアでは2016年から1.6リットル直噴ターボ仕様と2.0リットル直噴ターボ仕様が販売された。1.6リットルターボは日本、欧州と同じエンジン出力であったが、2.0リットルターボ仕様の最高出力は197 kW (268 PS)、最大トルクは350 N·mと日本仕様よりも低性能化されている。ニュージーランドでは2016年7月に2.0GT-Sモデルが発売された（豪州版と同出力）。

## 2代目（VN系、2020年 - ）
2代目では、エクステリアに新デザインコンセプトとなる「BOLDER」が量産車で初採用され、「ヘキサゴングリル」は立体的かつワイドに構えたデザインとなり、リアコンビネーションランプは機能を集約してコンパクトデザインとなった一方、フェンダーはフロント・リア共に大きく張り出した造形とした。
初代では2種類あったエンジンは当初、新開発の1.8 L直噴ターボ "DIT" エンジンであるCB18型のみであった。1,600 rpmの低回転域から300 N・mの高トルクを発生するとともに、リーン燃焼等の採用により環境性能にも優れ、「平成30年排出ガス基準25%低減レベル（☆☆☆）」認定を取得している。ただしリーン燃焼化にあたりNOx吸蔵還元触媒を採用しており、堆積する硫黄成分を除去するために定期的な高速走行または販売店でのサービスが求められる。2021年11月の一部改良により、2.4 L直噴ターボ（DIT）エンジンであるFA24型エンジン搭載モデルも設定された。2.4L車は「平成30年排出ガス基準50%低減レベル（☆☆☆☆）」認定を取得している。
アイサイト（EyeSight）はステレオカメラが広角化されるとともに、前後4つのレーダーを組み合わせたことで全方向センシングが可能となった。さらに、ソフトウェアの性能向上や電動ブレーキブースターの採用などにより、「前側方プリクラッシュブレーキ」、「前側方警戒アシスト」、「緊急時プリクラッシュステアリング」、「エマージェンシーレーンキープアシスト」の4つの機能が追加された。末尾に “EX” が付くグレードでは、一定の条件を満たした自動車専用道路において、GPSや準天頂衛星「みちびき」などからの情報と、車線単位の道路情報を持つ3D高精度地図データの組み合わせによって自車位置を正確に把握する運転支援システム「アイサイトX」を採用。作動条件が整うとメーターにアイコンが表示され、ステアリングのスイッチを押すとシステムが作動し、「渋滞時ハンズオフアシスト」、「渋滞時発進アシスト」、「カーブ前速度制御」、「料金所前速度制御」、「アクティブレーンチェンジアシスト」によってアクセル・ブレーキ・ステアリング操作のアシストを行うほか、併せて備わっている「ドライバー異常時対応システム」では、ツーリングアシスト作動時にステアリングを握らない状態が長く続いたときにシステムがドライバーの異常が発生したと判断して徐々に減速・停止するとともに、ハザードランプの点滅やホーンにより周囲に知らせることが可能である。2021年11月の一部改良では、車線内で停車した時に全てのドアが自動で開錠される機能が追加された。
コネクティッドサービス「SUBARU STARLINK」は、11.6インチセンターインフォメーションディスプレイ、GPS、車載通信機などで構成されており、基本機能としてセンターインフォメーションディスプレイにリコール等、安全上重要な案内をディスプレイ上に表示。登録により利用が可能となる「SUBARUつながる安心パッケージ」では、先進事故自動通報「ヘルプネット」、SUBARU SOSコール、SUBARU iコール（安心ほっとライン）、故障診断アラート&セキュリティアラートで構成され、交通事故やトラブル発生時にコールセンターへの接続やアプリ・Eメールによる通知を行うサポートサービスを受けることができる。
そのほか、アクセスキーを携帯し、リアの六連星オーナメントに肘など体の一部を近づけるとリアゲートが自動で開き、リアゲートを閉めると同時に全ドアを施錠するロックシステムを備えた「ハンズフリーオープンパワーリアゲート」が採用され、荷室には69 Lの大容量を持つサブトランクが新たに採用された。

### 日本仕様
日本国内での型式は1.8リットルエンジン搭載モデルがVN5、2.4リットルエンジン搭載モデルがVNHである。
2019年10月23日、第46回東京モーターショー2019にて、2代目のプロトタイプが世界初公開された。日本での発売は2020年後半予定であることもアナウンスされた。ただ、この時点で公開されたのは外装デザインと搭載されるエンジン、新技術に留まった。
2020年1月10日、東京オートサロン2020にて、2代目プロトタイプの「STI Sport」が初公開された。2020年8月20日、先行予約の開始が発表され、専用ティザーサイトが公開された。同年10月15日に公式発表されることもアナウンスされた。また、内装デザインにグレード構成、主要諸元なども初めて公開された。同年10月、フルモデルチェンがを公式発されした。キャッチフレーズは「すべての移動を感動に変えるクルマ。」で、CMソングはMISIAの「アイノカタチ」。グレード体系は「GT」、「GT-H」、「STI Sport」の3グレードとなり、「GT EX」、「GT-H EX」、「STI Sport EX」（以下、EX系）の3グレードが設定された。EX系では「アイサイトX」、ドライバーモニタリングシステム、コネクティッドシステム「SUBARU STARLINK」、インフォテインメントシステム（AUX(音声)入力端子付）が標準装備となり、センターインフォメーションディスプレイが7インチから11.6インチに大型化、メーターが12.3インチフル液晶となる。ボディ色は初代（2019年5月改良時点）から全色踏襲されているが、WRブルー・パールは初代モデルの「STI Sport EyeSight」同様に「STI Sport」専用色。初代モデル「STI Sport EyeSight」では2018年の一部改良以降設定から外れたアイスシルバー・メタリックが「STI Sport」でも再び設定となり、初代では「1.6GT-S EyeSight Advantage Line」や「2.0GT EyeSight V-SPORT」専用色だったクールグレーカーキがカタログカラーに昇格して全グレードで設定可能となったことで、全8色（「STI Sport」専用色1色を含む）となった。同年12月7日、「2020 - 2021日本カー・オブ・ザ・イヤー」を受賞した。スバル車での受賞は2016年の5代目インプレッサ以来4年ぶり3度目となった。
- GT-H EX（フロント）
- GT-H EX（リア）
- GT-H EX (4BA-VN5)（インテリア）
- GT-H EX（リアハッチ）

2021年5月25日、自動車アセスメント（JNACP）において、2020年度の衝突安全性能と予防安全性能の総合評価で最高得点を獲得し、「自動車安全性能2020ファイブスター大賞」を受賞したことが発表された。同年11月、一部改良モデルが発表された。サンルーフを「GT」系グレードを除くグレードにメーカー装着オプションとして設定され、パワーリアゲートは車内がドアロック（車速/シフト連動ドアロック、集中ドアロック）状態でも運転席スイッチでの開閉操作が可能となった。新たに、2.4Lモデルとして、「STI Sport R」・「STI Sport R EX」が追加された。ボディカラーが一部入替となり、クールグレーカーキと入れ替えでセラミックホワイトを設定するとともに、青系はラピスブルー・パールからサファイアブルー・パールに、赤系はピュアレッドからイグニッションレッド（メーカーオプション）へそれぞれ入れ替えた。
2022年11月、一部改良モデルが発表された。ヘッドランプや室内灯に消し忘れ時の自動消灯機能が追加され、リレーアタック対策として、スマートキーにスリープ機能とモーションセンサーが搭載された。また、ライティングスイッチは車幅灯/尾灯&OFFの1ポジションから車幅灯/尾灯とOFFに分けた2ポジションへ変更された。
2023年1月13日、特別仕様車「STI Sport#」が発表された。
2023年7月3日、特別仕様車「Smart Edition」が発表された。
2023年10月25日、改良モデルが発表された。アイサイトがステレオカメラに広角単眼カメラを追加した改良型となり、デジタルマルチビューモニターに4つのカメラから取り込んだ映像を合成して車両周囲360°を映し出す3Dビュー表示や車速15km/h未満時に自動でフロントビューとトップビューを表示するAUTOモードを追加。ハーマンカードンサウンドシステムを「STI Sport EX」と「STI Sport R EX」に標準装備、「GT-H EX」にメーカーオプション設定された。「SUBARU STARLINK」にはリモートエアコン機能が追加され、Apple CarPlayのワイヤレス接続に対応。ボディカラーは一部入れ替えが実施され、クリスタルホワイト・パール（有料色）と入れ替えでアステロイドグレー・パール（有料色）が設定された。グレード体系が整理され、既存グレードを「GT-H EX」、「STI Sport EX」、「STI Sport R EX」の3グレードに絞り、同年7月に特別仕様車として発売された「Smart Edition」は「Smart Edition EX」へ改名され、「GT」系グレードに代わるエントリーグレードとしてカタロググレードに昇格。特別仕様車として「Black Interior Selection」が設定された。
2024年12月12日、一部改良モデルが発表された。「Smart Edition EX」は「GT-H EX」のインテリアが採用され、「STI Sport EX」と「STI Sport R EX」のボルドー/ブラックの本革シートの配色が変更された。ドライバーモニタリングシステムとドライバー異常時対応システムの連携が強化され、ドライバーのわき見や居眠りでもドライバー異常時対応システムが作動するようになったほか、断続的なブレーキをかけることでドライバーに注意を促すパルスブレーキとコーストダウン（惰性走行）が追加され、ドライバー異常時対応システム作動時のハザードランプ点滅のタイミングを減速制御開始と同時に変更。「アイサイト」の車両中央維持制御と先行車追従惰性制御は走行状況に応じて操舵感を変更する改良が行われた。特別仕様車として「STI Sport R-Black Limited」が設定された。
2025年3月13日、特別仕様車「V-SPORT」が設定され、「STI Sport R-Black Limited」には1.8L車が追加設定された。

#### 特別仕様車
STI Sport#
「STI Sport R EX」をベースに、外観はフロントグリルの加飾を漆黒メッキに、フロントバンパーのスカート部をブラック塗装に、ドアミラーカバーとシャークフィンアンテナをクリスタルブラック・シリカ塗装に、STIエンブレム（フロント・リア）のエッジ部とリアオーナメント（LEVORG、SYMMETRICAL AWD）をラスターブラック塗装にそれぞれ変更された。内装はシートを東レの「ウルトラスエード」と合成皮革を組み合わせたRECAROフロントシート+リアシート（同時に運転席パワーシートはランバーサポートを省いた8ウェイにグレードダウン）に変え、トリム類（インパネミッド&ドア、ルーフ&ピラー）やドアアームレストなどと合わせてブラックで統一された。足回りはタイヤとアルミホイールのサイズを19インチにアップするとともに、タイヤはハイパフォーマンスタイプ（ミシュラン パイロット スポーツ5）に、アルミホイールはSTI製BBS鍛造アルミホイール（スーパーブラックハイラスター塗装）にそれぞれ変更され、STI製フレキシブルドロータワーバーフロント（STI Sport#ロゴ付）、STI製フレキシブルドロースティフナー（フロント・リア、STIロゴ付）、スバルパフォーマンストランスミッションオイルクーラー&専用トランスミッションコントロールユニット、専用制振材（スペアタイヤパン、リアカーゴスペース）を追加。ベースグレードではメーカーオプション設定となるスマートリアビューミラーも特別装備され、シートベルトはシルバーに変更された。なお、スバルテクニカインターナショナル扱いの架装車両のため、持ち込み登録が必要となる。同年1月26日に同年5月12日までの予定で500台限定で受注受付を開始したが、初日である同日午前中に予定台数に達したため受注受付を終了した。
Smart Edition
「GT」系グレードをベースに、外観はヘッドランプをブラックベゼル+光輝加飾付きに変更され、タイヤとアルミホイールを18インチにサイズアップし、上級グレードの「GT-H」系と同じスタイルとした。内装は、本革巻ステアリングホイールを高触感革（ただし、ステッチ色はベース車標準仕様のシルバーで変更なし）に、運転席パワーシートをランバーサポートを加えた10ウェイにそれぞれ変更するとともに、助手席8ウェイパワーシートとアルミパッド付スポーツペダルを特別装備。アイサイトX無車ではさらに、ドアミラーフットランプ、11.6インチセンターインフォメーションディスプレイ&インフォテインメントシステム、ドライバーモニタリングシステム、コネクティッドシステム「SUBARU STARLINK」（いずれもアイサイトX有車はベース車「GT EX」にて標準装備）を標準化した。
Black Interior Selection
「STI Sport EX」・「STI Sport R EX」をベースに、シートを東レの「ウルトラスエード」（ブラック/グレー、レッドステッチ）に、センタートレイ加飾・フロアコンソールリッド・ドアアームレストの表皮巻をブラックに変え、ベースグレードではメーカーオプション設定となるスマートリアビューミラーが特別装備された。
2024年12月の一部改良でブラックルーフ&ピラートリムが装備された。
STI Sport R-Black Limited
「STI Sport R EX」をベースに、外観はドアミラーとルーフアンテナをブラック塗装に、リアオーナメント（LEVORG/シンメトリカルAWD）をラスターブラック塗装にそれぞれ変更。内装はRECAROフロントシート、運転席8ウェイパワーシート、ブラックルーフ&ピラートリムが装備され、トリムの一部（インパネミッド・ドア）をスエード調（レッドステッチ）に変更した。当初は2.4L車のみの設定だったが、2025年3月13日に1.8L車が追加設定された。
V-SPORT
「Smart Edition EX」をベースに、外観はドアミラーとルーフアンテナをブラック塗装に、リアオーナメント（LEVORG/シンメトリカルAWD）をラスターブラック塗装に、フルLEDハイ&ロービームランプをブラックベゼルのみにそれぞれ変更。内装はウルトラスエードシート[ブラック/グレー（レッドステッチ）]が装備されたほか、本革巻ステアリングホイール（高蝕感革）・シフトブーツ・インパネミッドトリム/ドアトリム 表皮巻にレッドステッチが施された。

#### レヴォーグ レイバック
レヴォーグ レイバック（LEVORG LAYBACK）はクロスオーバーSUVの派生モデルである。車両型式はレヴォーグの1.8L車と同じVN5型となり、グレードは「Limited EX」のみとなる。
レヴォーグに対して、全長で15mm、全幅で25mm、全高で70mmそれぞれ拡大されており、最低地上高はレヴォーグの1.8L車よりも55mm高い200mmに設定され、タイヤとバンパーを障害物を乗り越えやすい角度に設計されたことで、山道などの悪路での走破性が高められている。室内寸法はレヴォーグと同等の数値となり、カーゴルームの容積もレヴォーグと同等となる。
2024年12月12日にレヴォーグと同日に一部改良モデルを発表。レヴォーグ同様にドライバーモニタリングシステムとドライバー異常時対応システムの連携強化や「アイサイト」の車両中央維持制御と先行車追従操舵制御における走行状況に応じた操舵感を変更する改良を行った。また、特別仕様車として「Black Selection」が設定された。

##### 特別仕様車
Black Selection
「Limited EX」をベースに、18インチアルミホイール・ドラミラー・ルーフアンテナをブラック塗装に、リアオーナメント（LEVORG/シンメトリカルAWD）をラスターブラック塗装に、フルLEDハイ&ロービームランプのベゼルをブラックにそれぞれ変更。内装は本革シート・ドアアームレスト・ルーフ&ドアトリムなどがブラックに統一され、スマートリアビューミラーも装備された。

#### 年表
- 2020年10月15日 - フルモデルチェンジが公式発表された。
- 2021年11月25日 - 一部改良モデルが発表された。
- 2022年11月24日 - 一部改良モデルが発表された。
- 2023年
  - 1月13日 - 特別仕様車「STI Sport#」が発表された。
  - 7月3日 - 特別仕様車「Smart Edition」が発表された。
  - 8月3日 - 今秋に発表予定のSUVの派生モデル「レヴォーグ レイバック」のティザー画像が公開された[47]。
  - 9月7日 - 「レヴォーグ レイバック」の販売店での先行予約が開始された。これと同時にCM・広告用キャラクターとして、藤井隆・乙葉夫妻を起用。
  - 10月25日 - 改良モデル及び「レヴォーグ レイバック」[48]が公式発表された。
- 2024年12月12日 - レヴォーグ・レヴォーグ レイバック共に一部改良モデルが発表され、特別仕様車として、レヴォーグには「STI Sport R-Black Limited」、レヴォーグ レイバックには「Black Selection」がそれぞれ設定された。
- 2025年3月13日 - 特別仕様車「V-SPORT」が発表され、「STI Sport R-Black Limited」に1.8L車が追加設定された。

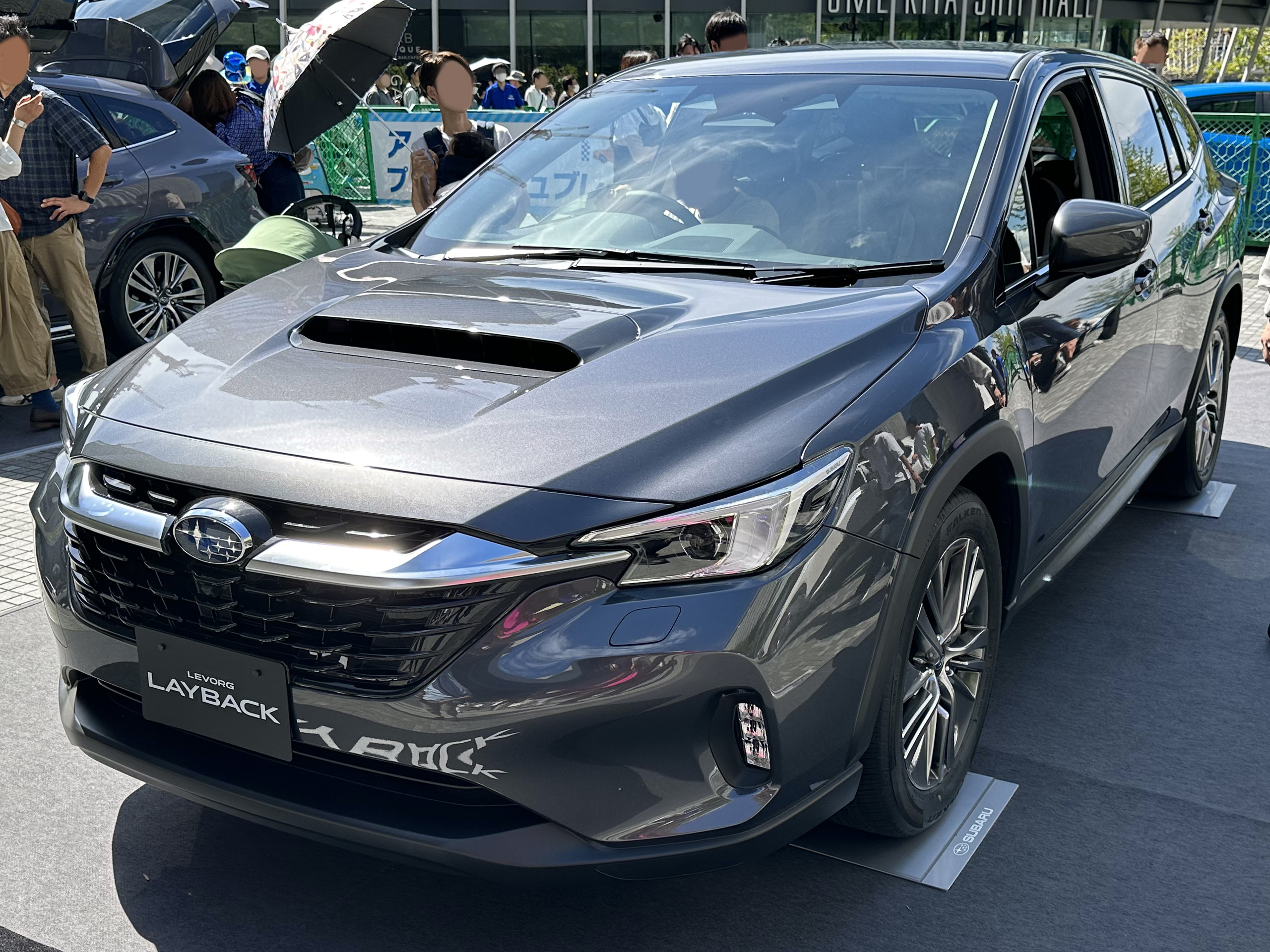
レイバック Limited EX（プロトタイプ）
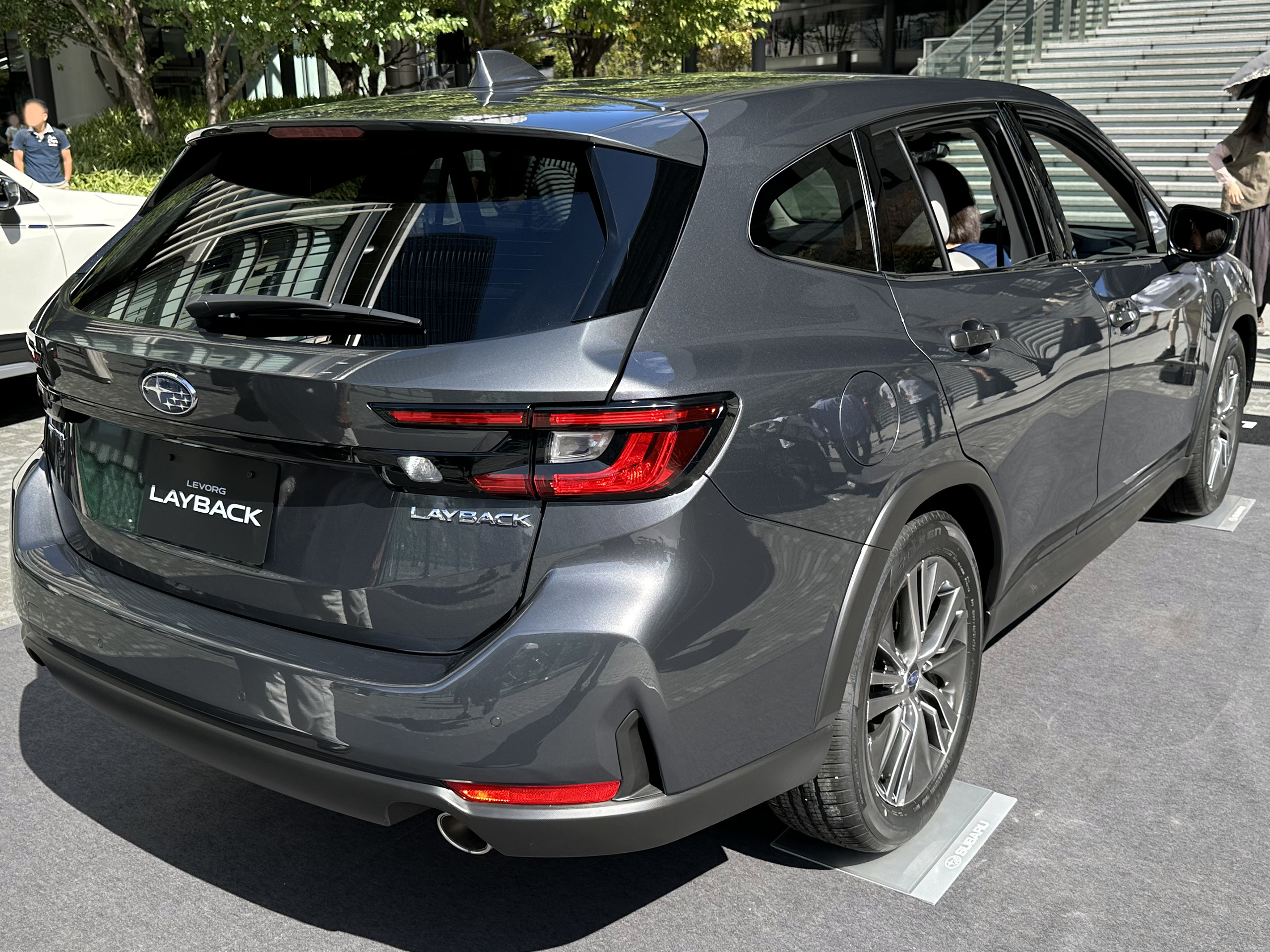
レイバック Limited EX（プロトタイプ、リア）

### その他の地域
日本向けにも設定されたFA24型 (FA24F) エンジンを搭載した2022年モデルは、オーストラリア市場ではWRXスポーツワゴン、ニュージーランド市場ではWRX-GTワゴンという名称でそれぞれ販売される。

## モータースポーツ

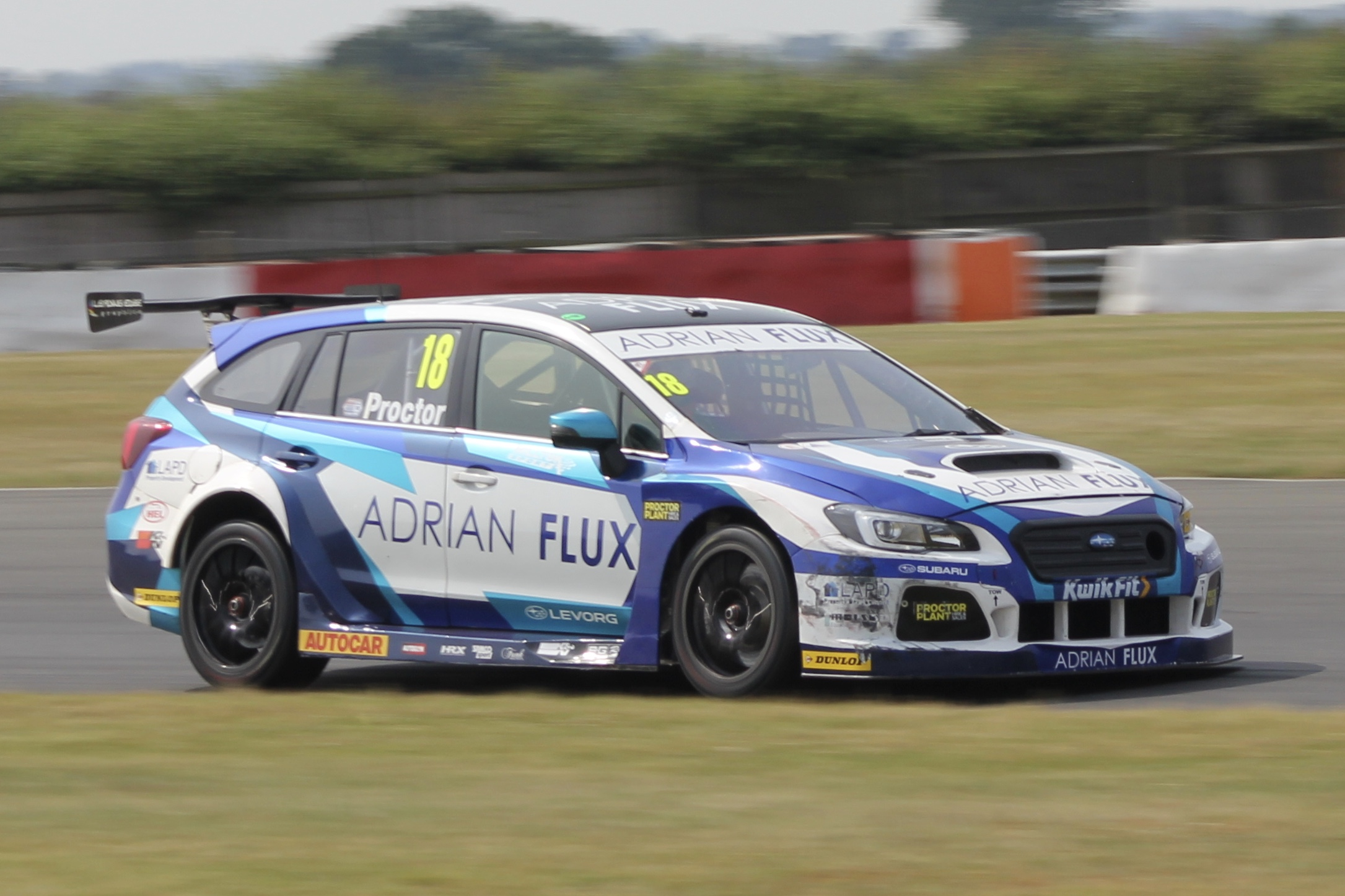
2019年スネッタートンにて

2016年1月12日、SUBARUはチームBMRと提携して、2016年シーズンからBTCC（イギリスツーリングカー選手権）にマニュファクチャラーとして参戦することを発表した。このときマーケティング部門の要請によって、ベース車両に選ばれたのがレヴォーグであった。
BTCCの「NGTC」規定に従い、駆動形式は後輪駆動に変更されている。エンジンはマウンチューン社がチューニングを手掛けるFA20DITがフロントに搭載される。ドライバーとしてはジェイソン・プラトとコリン・ターキントン、ジェームズ・コール、チームオーナーのウォーレン・スコットが参加した。
搭載位置が低いという水平対向エンジンのメリットや、後輪駆動ゆえの重量配分の良さ、意外に短いホイールベースなどから、テクニカルなコースで高いハンドリング性能を示した。
2017年シーズンには、アシュリー・サットンとジョッシュ・プライスがドライバーとしてチームに加わった。サットンは2年目にして、史上最年少となる23歳でのドライバーズチャンピオンを達成。スバル車の制覇はBTCC史上初であった。
2019年シーズン終了をもって、変更される予定の空力規則がステーションワゴンに不利と見たチームBMRがマシンを変更したため、レヴォーグのBTCC挑戦は終了した。

## 車名の由来
「LEVORG」とは、LEGACY（大いなる伝承物）、REVOLUTION（変革）、TOURINGの3つの単語を組み合わせて作られた造語である。
「STI」は、スバルテクニカインターナショナル（Subaru Tecnica International）の略字である。
「LAYBACK」は、「くつろぐ」「ゆったり」「リラックスできる」という意味の英語「laid back」をもとにした造語である。

## 販売台数
データはSUBARU統合レポートから。
| 年   | 日本   | 海外  |
| ---- | ------ | ----- |
| 2015 | 40,559 | 0     |
| 2016 | 23,555 | 7,713 |
| 2017 | 23,775 | 6,823 |
| 2018 | 21,342 | 3,913 |
| 2019 | 12,878 | 2,160 |
| 2020 | 11,800 | 3,200 |
| 2021 | 20,100 | 400   |
| 2022 | 15,000 | 100   |
| 2023 | 15,700 | 1,100 |